# Claude Martin
Claude Auguste Louis Martin (ur. 6 lutego 1930 w Paryżu, zm. 5 grudnia 2017 w Chambellay) – francuski wioślarz, srebrny medalista olimpijski.

## Kariera
Wystąpił na igrzyskach olimpijskich w Helsinkach w 1952, gdzie odpadł w repasażach półfinałowych czwórek ze sternikiem. Na rozgrywanych osiem lat później igrzyskach olimpijskich w Rzymie reprezentacja Francji w składzie: Robert Dumontois, Claude Martin, Jacques Morel, Guy Nosbaum i Jean Klein (sternik) zdobyła w tej samej konkurencji srebrny medal. W finale o 2,50 sekundy przegrali z osadą Wspólnej Reprezentacji Niemiec, a o 1,90 sekundy wyprzedzili Włochów. 
W 1953 zdobył złoty medal w dwójkach ze sternikiem na mistrzostwach Europy w Kopenhadze (1953). Ponadto był drugi w tej konkurencji na mistrzostwach Europy w Amsterdamie (1954) i trzeci na mistrzostwach Europy w Gandawie (1955).
Wywalczył również złoty medal w dwójkach ze sternikiem na igrzyskach śródziemnomorskich w Barcelonie (1955). 

## Poza sportem
Po zakończeniu kariery sportowej został politykiem. Dwukrotnie był wybierany do Parlamentu Francji: z ramienia Unii Demokratów na rzecz Republiki w latach 1968-1973 i z ramienia Zgromadzenia na rzecz Republiki w latach 1978-1981. 